# Разбег
«Разбег» — советский фильм 1982 года режиссёра Геннадия Глаголева

## Сюжет
Фильм-биография по документальной повести Ярослава Голованова «Королёв» о юношеских годах Сергея Павловича Королёва.

## В ролях
- Владимир Баранов — Сергей Королёв
- Татьяна Воронина — Ляля
- Александр Уточкин — Жорка
- Валентина Шендрикова — Мария Николаевна, мать Сергея Королёва
- Александр Голобородько — Баланин
- Александр Фатюшин — Алатырцев
- Виктор Михайлов Александр Григорьевич Александров, директор профстройшколы
- Ирина Челнокова — Наташа
- Евгения Воробьёва — Лида
- Борис Батуев — Костя Беренс
- Валерий Зиновьев — Назарковский
- Валерий Бассэль — Фаерштейн
- Виктор Пименов — Шляпников
- Игорь Тильтиков — учитель